# National Society of Film Critics Award per la miglior attrice non protagonista
Il National Society of Film Critics Award per la miglior attrice non protagonista (National Society of Film Critics Award for Best Supporting Actress) è un premio cinematografico assegnato all'interpretazione di un'attrice in un ruolo non da protagonista in un film votata dai membri dalla National Society of Film Critics (NSFC) come la migliore dell'anno.
È stato consegnato annualmente dal 1968 in poi. Meryl Streep ha vinto il premio tre volte, più di chiunque altra.

## Vincitori
I vincitori del premio sono indicati in grassetto a fianco della rispettiva annata di premiazione:

### Anni 1960
- 1968: Marjorie Rhodes - Questo difficile amore (The Family Way)
- 1969: Billie Whitelaw - L'errore di vivere (Charlie Bubbles)

### Anni 1970
- 1970: 
  - Siân Phillips - Goodbye Mr. Chips
  - Delphine Seyrig - Baci rubati (Baisers volés)
- 1971 (gennaio): Lois Smith - Cinque pezzi facili (Five Easy Pieces)
- 1971 (dicembre): Ellen Burstyn - L'ultimo spettacolo (The Last Picture Show)
- 1972: Jeannie Berlin - Il rompicuori (The Heartbreak Kid)
- 1974: Valentina Cortese - Effetto notte (La Nuit américaine)
- 1975 (gennaio): Bibi Andersson - Scene da un matrimonio (Scener ur ett äktenskap)
- 1975 (dicembre): Lily Tomlin - Nashville
- 1977 (gennaio): Jodie Foster - Taxi Driver
- 1977 (dicembre): Ann Wedgeworth - Citizens Band
- 1979: Meryl Streep - Il cacciatore (The Deer Hunter)

### Anni 1980
- 1980: Meryl Streep - Kramer contro Kramer (Kramer vs. Kramer), Manhattan e La seduzione del potere (The Seduction of Joe Tynan)
- 1981: Mary Steenburgen - Una volta ho incontrato un miliardario (Melvin and Howard)
- 1982: Maureen Stapleton - Reds
- 1983: Jessica Lange - Tootsie
- 1984: Sandra Bernhard - Re per una notte (The King of Comedy)
- 1985: Melanie Griffith - Omicidio a luci rosse (Body Double)
- 1986: Anjelica Huston - L'onore dei Prizzi (Prizzi's Honor)
- 1987: Dianne Wiest - Hannah e le sue sorelle (Hannah and Her Sisters)
- 1988: Kathy Baker - Street Smart - Per le strade di New York (Street Smart)
- 1989: Mercedes Ruehl - Una vedova allegra... ma non troppo (Married to the Mob)

### Anni 1990
- 1990: Anjelica Huston - Nemici, una storia d'amore (Enemies, A Love Story)
- 1991: Annette Bening - Rischiose abitudini (The Grifters)
- 1992: Jane Horrocks - Dolce è la vita (Life Is Sweet)
- 1993: Judy Davis - Mariti e mogli (Husbands and Wives)
- 1994: Madeleine Stowe - America oggi (Short Cuts)
- 1995: Dianne Wiest - Pallottole su Broadway (Bullets over Broadway)
- 1996: Joan Allen - Gli intrighi del potere - Nixon (Nixon)
- 1997: Barbara Hershey - Ritratto di signora (The Portrait of a Lady)
- 1998: Julianne Moore - Boogie Nights - L'altra Hollywood (Boogie Nights)
- 1999: Judi Dench - Shakespeare in Love

### Anni 2000
- 2000: Chloë Sevigny - Boys Don't Cry
- 2001: Elaine May - Criminali da strapazzo (Small Time Crooks)
- 2002: Helen Mirren - Gosford Park
- 2003: Patricia Clarkson - Lontano dal paradiso (Far from Heaven)
- 2004: Patricia Clarkson - Schegge di April (Pieces of April) e Station Agent (The Station Agent)
- 2005: Virginia Madsen - Sideways - In viaggio con Jack (Sideways)
- 2006: Amy Adams - Junebug
- 2007: Meryl Streep - Il diavolo veste Prada (The Devil Wears Prada) e Radio America (A Prairie Home Companion)
- 2008: Cate Blanchett - I'm Not There
- 2009: Hanna Schygulla - Ai confini del paradiso (Auf der anderen Seite)

### Anni 2010
- 2010: Mo'Nique - Precious (Precious: Based on the Novel Push by Sapphire)
- 2011: Olivia Williams - L'uomo nell'ombra (The Ghost Writer)
- 2012: Jessica Chastain - The Help, Take Shelter e The Tree of Life
- 2013: Amy Adams - The Master
- 2014: Jennifer Lawrence - American Hustle - L'apparenza inganna (American Hustle)
- 2015: Patricia Arquette - Boyhood
- 2016: Kristen Stewart - Sils Maria (Clouds of Sils Maria)
- 2017: Michelle Williams - Manchester by the Sea
- 2018: Laurie Metcalf - Lady Bird
- 2019: Regina King - Se la strada potesse parlare (If Beale Street Could Talk)

### Anni 2020
- 2020: Laura Dern - Piccole donne (Little Women) e Storia di un matrimonio (Marriage Story)
- 2021: Marija Bakalova - Borat - Seguito di film cinema (Borat: Subsequent Moviefilm)
- 2022: Ruth Negga - Due donne (Passing)
- 2023: Kerry Condon - Gli spiriti dell'isola (The Banshees of Inisherin)
- 2024: Da'Vine Joy Randolph - The Holdovers - Lezioni di vita (The Holdovers)
- 2025: Michele Austin - Hard Truths